# Pizzeria

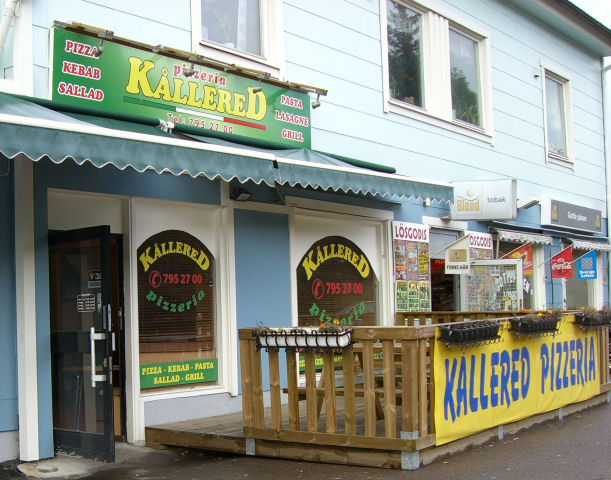
En pizzeria i Kållered.

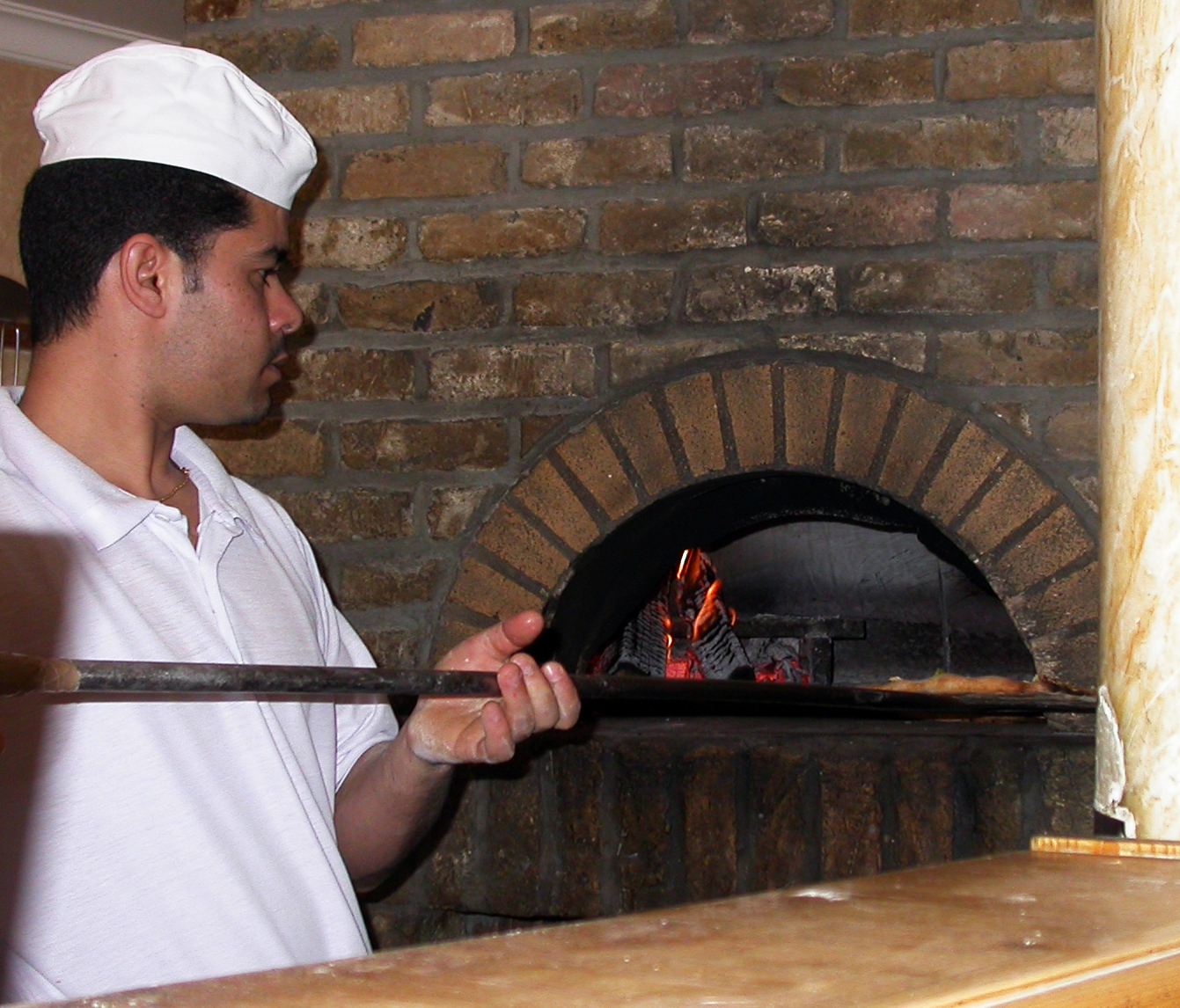
Pizzabagare kallas den person som arbetar med att baka och grädda pizzor.

Pizzeria är en typ av restaurang eller snabbmatställe som bakar och serverar pizza. Pizzerior serverar ofta även tillbehör såsom pizzasallad och drycker samt annan snabbmat, till exempel hamburgare, kebab och pommes frites.
Traditionellt i Italien var pizza fattigmansmat och innehöll få och billiga ingredienser. När den blev populär i USA efter andra världskriget var den framförallt en praktisk mat som var snabb och enkel att få tag på. Den var inte nödvändigtvis dyr, men ingredienserna blev fler och utgjordes inte bara av billiga råvaror. Pizza blev ännu mer tillgänglig när fryspizzor och hemkörning lanserades.

## I Sverige
Sverige har ca 3 500 pizzerior (2015), (att jämföra med 180 Sibylla och drygt 200 McDonald's år 2013). Till skillnad från i många av Sveriges grannländer är de flesta svenska pizzerior små familjeföretag och ingår inte i större internationella, eller nationella kedjor.

### Historia
År 1947 öppnades två svenska restauranger, båda med pizza på menyn: 
- Restaurang Sjöhagen i Västerås serverade i huvudsak de 300 italienare som flyttat dit för att arbeta på Asea.[4]

- Restaurang Tre Remmare på Regeringsgatan i Stockholm drevs av italienaren Luciano Frati. Hans kock Uno Jansson tog recepten med sig till Göteborg.

1968 öppnade de första pizzeriorna i Sverige: i Borås, Västerås och på Östermalm i Stockholm där krögaren Bengt Wedholm öppnade Östergök Pizzeria den 15 december.